# آدم برايس
آدم برايس (بالدنماركية: Adam Price)‏ هو صاحب مطعم ومقدم تلفزيوني وكاتب سيناريو دنماركي، ولد في 7 مايو 1967 في كوبنهاغن في الدنمارك.

## وصلات خارجية
- آدم برايس على موقع IMDb (الإنجليزية)
- آدم برايس على موقع ميوزك برينز (الإنجليزية)
- آدم برايس على موقع أول موفي (الإنجليزية)
- آدم برايس على موقع قاعدة بيانات الأفلام السويدية (السويدية)
- آدم برايس على موقع ديسكوغز (الإنجليزية)
- آدم برايس على موقع قاعدة بيانات الفيلم (الإنجليزية)
- آدم برايس على موقع كينوبويسك (الروسية)